# Cosío
Cosío là một đô thị thuộc bang Aguascalientes, México. Năm 2005, dân số của đô thị này là 13687 người.